# Waschbärfell

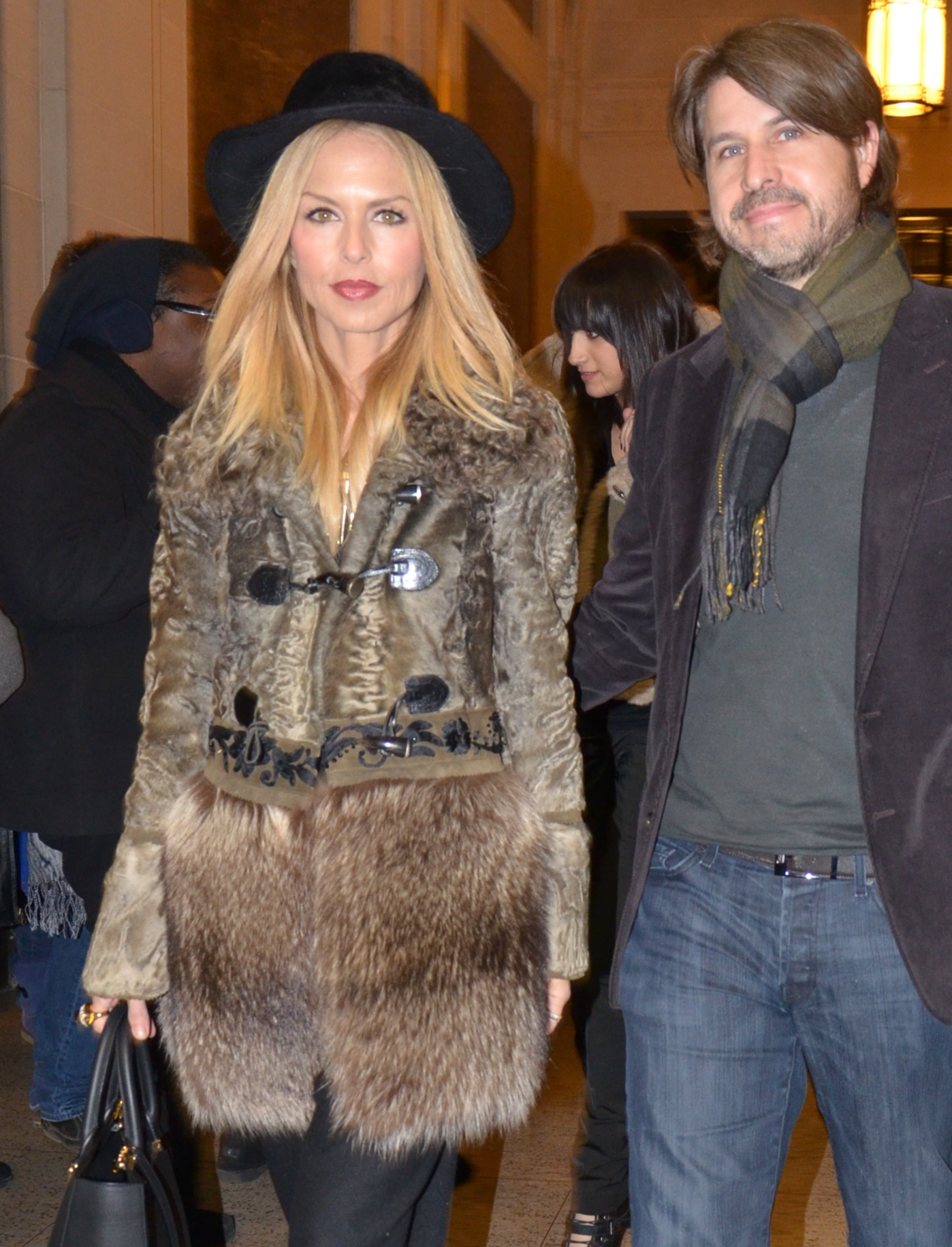
Designerin Rachel Zoe im Persianermantel mit Waschbär-Rockteil (2012)

Im Fellhandel hatte sich noch bis nach dem Zweiten Weltkrieg die alte Bezeichnung für den Waschbären,  Schupp, Plural Schuppen erhalten, als Fellbezeichnung daher gelegentlich noch Schuppenfell bzw. kurz Schuppen. Dieser Artikel behandelt das Waschbärfell als Handelsware.
Das Waschbärfell ist als Besatzmaterial und besonders in Zeiten, in der die Pelzmode langhaarige Felle bevorzugt, ein wichtiger Artikel der Rauchwarenbranche. Es gehört zu den dauerhaftesten Langhaarpelzen.
Die als „Finnraccoon“, „Russischer“, auch „Chinesischer Waschbär“ („Russian“ oder „Chinese Raccoon“) im Handel befindlichen Felle stammen nicht vom Waschbären. Es sind Felle vom Marderhund, die auch als „Tanuki“ oder, infolge der größeren Ähnlichkeit mit dem Fuchsfell, als „Seefuchs“ gehandelt werden. Die Verwendung des Zusatzes „Raccoon“ (engl. Waschbär) für eine völlig andere Fellart dürfte zu Verwechslungen führen, nur der Name Raccoon allein bezeichnet stets den Waschbären.
Das ursprüngliche Verbreitungsgebiet des Waschbären ist der Westen und Süden Kanadas über die USA bis nach Mexiko. Mehrere kleinwüchsige Formen leben auf den Inseln vor Mexiko und Florida. Seit Mitte des 20. Jahrhunderts ist er auch auf dem europäischen Festland, dem Kaukasus und Japan vertreten, nachdem er dort aus Gehegen entkommen ist oder ausgesetzt wurde. In den Zwanziger Jahren wurde neben der Zucht anderer Pelztiere in Deutschland auch die Zucht des Waschbären aufgenommen. Sie erwies sich als unrentabel. Felle dieser freigelassenen oder entkommenen Tiere sind gegenüber denen aus Nordamerika von geringerer Haarqualität.

## Fell

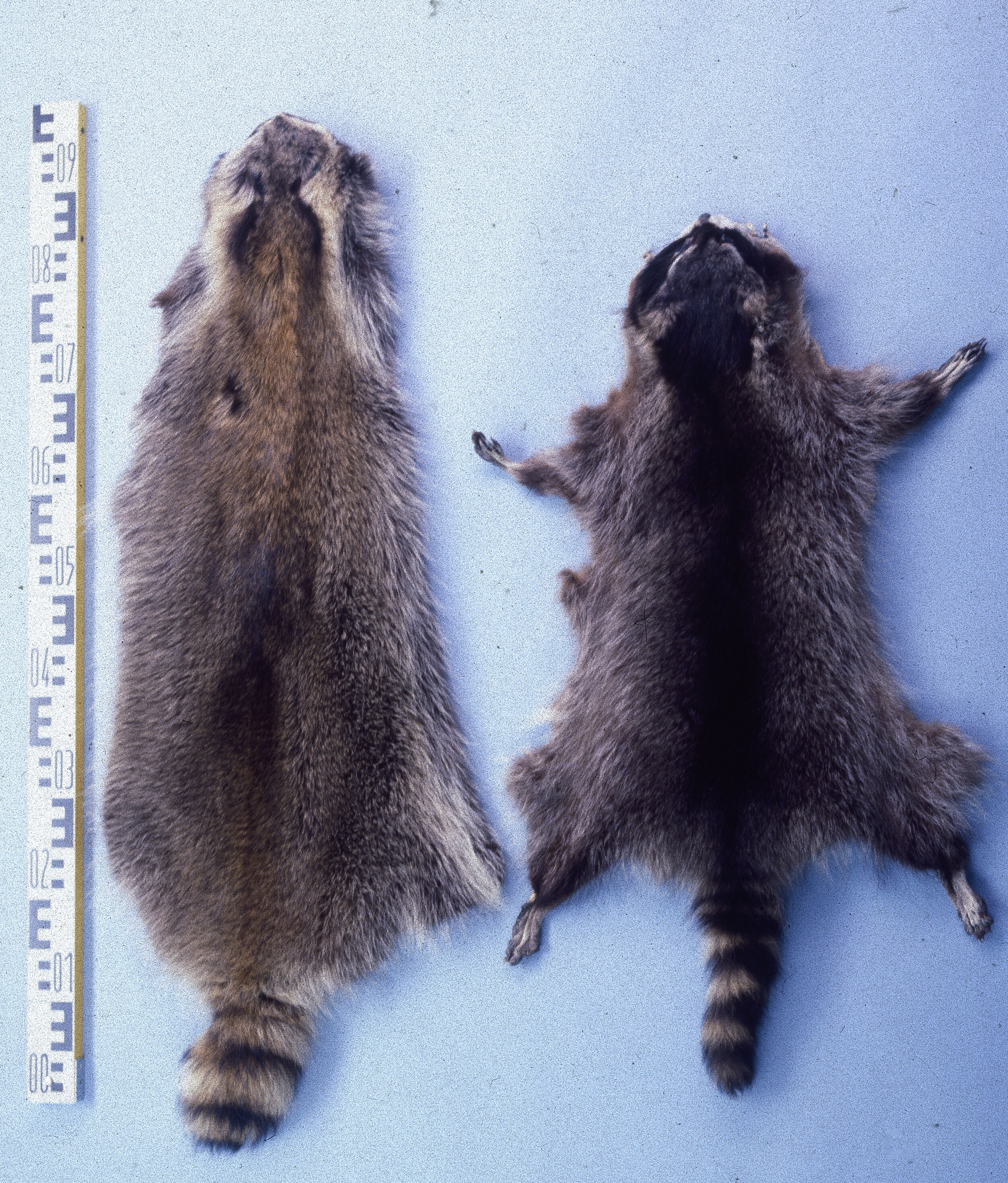
Zwei nordamerikanische Waschbärfelle
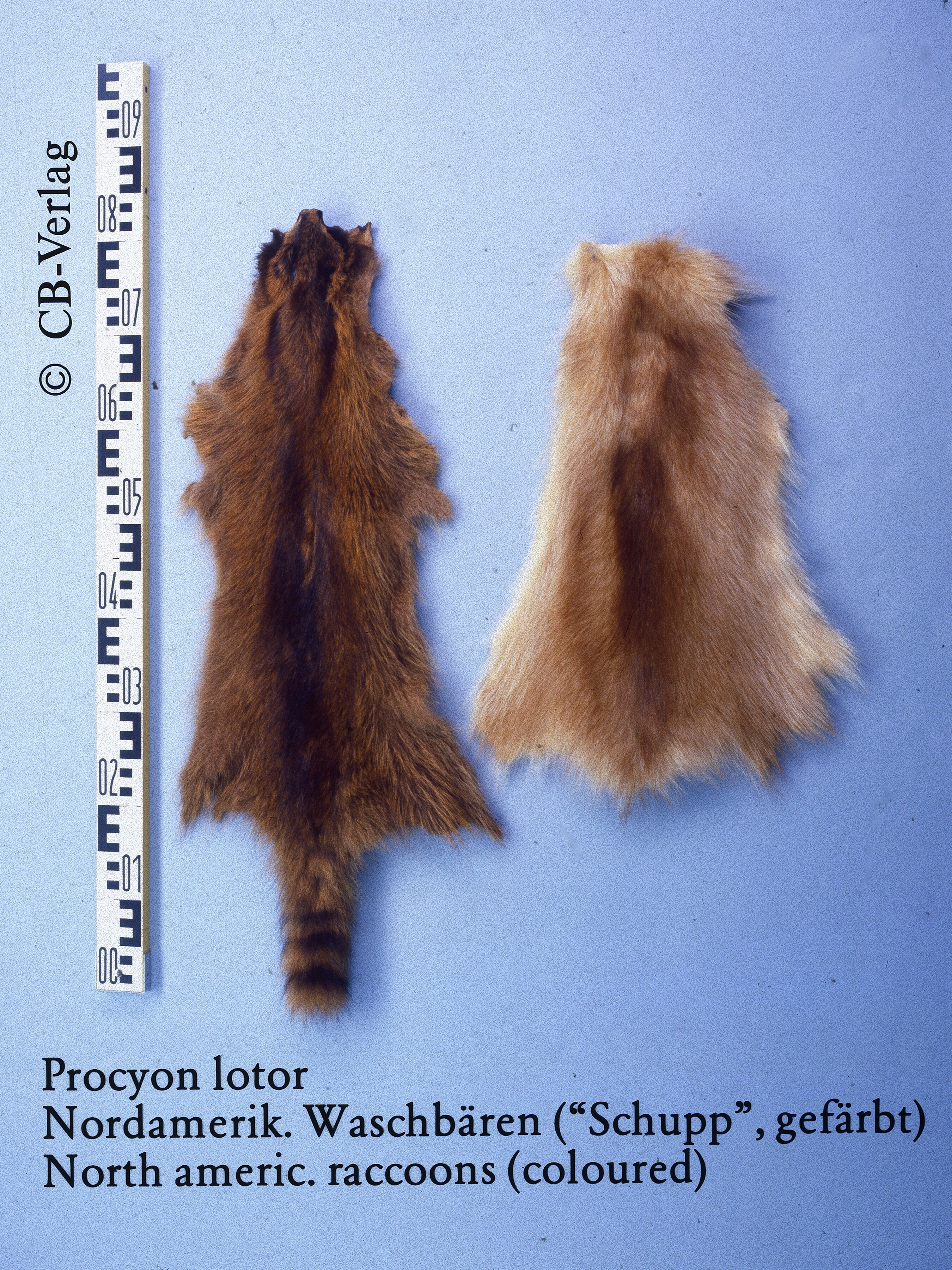
Zwei gefärbte Felle

Die Behaarung ist, besonders im Winter, fein bis mittelfein, glänzend und dicht. Die braune Unterwolle ist nicht allzu dicht und wird nach den Seiten zu dünner; sie ist bei nördlichen Formen dichter als bei südlichen. Der Gesamteindruck des Waschbärpelzes ist grau, zur Unterseite hin aufhellend. Die Färbung reicht von gelblichgrau bis bräunlichgrau, dunkelgrau und schwarzgrau bis nahezu blauschwarz („Rüsselbären“, selten). Die dunklen Grannenhaarspitzen am Rücken bewirken einen Pfeffer-Salz Effekt. Die Variabilität der Fellfarbe ist erheblich, auch weiße Mutationen kommen vor.
Besondere Kennzeichen sind die sich über Augen und Schnauze hinziehende, weiß umränderte schwarze Maske sowie der geringelte Schweif mit fünf bis sieben Ringen, die Spitze ist stets dunkel. Der Waschbär erreicht eine Größe von bis zu über 61 cm, hinzu kommt der Schweif mit etwa 20 bis 25 cm. Mehrere kleinwüchsige Formen leben auf den Inseln vor Mexiko und Florida.
Das dichte Jugendfell ist gelblichgrau mit angedeuteter Gesichtsmaske, der Schwanz ist noch nicht erkennbar geringelt. Der lang andauernde jährliche Haarwechsel bedingt ein wesentlich kürzeres und dünneres Sommerfell.
Der Haltbarkeitskoeffizient für das Waschbärfell wurde anhand allgemeiner Erfahrung mit 50 bis 60 Prozent angegeben. Eine amerikanische Studie ordnete das naturfarbene Waschbärfell anhand von Haaruntersuchungen auf 65 Prozent ein, das gefärbte auf 50 Prozent. Bei einer Einteilung der Pelztiere in die Haar-Feinheitsklassen seidig, fein, mittelfein, gröber und hart wurde das Waschbärhaar als mittelfein eingestuft.

## Handel, Geschichte
1801 wurden als Verwendung der Waschbärfelle, der Schuppbälge, Husarenmützen und Muffe genannt, „die Schwänze trägt man um den Hals“. 1951 hieß es noch, veröffentlicht in England, „die hauptsächliche Verwendung findet derzeit als Decken für offene Kutschen“ statt. Die erste Verwendung größerer Fellmengen erfolgte in Europa, hier vor allem für Besätze. Der Ursprungskontinent Nordamerika folgte erst später, als die Pelzmantelmode aufkam.

Waschbär-Automobilisten-Pelze
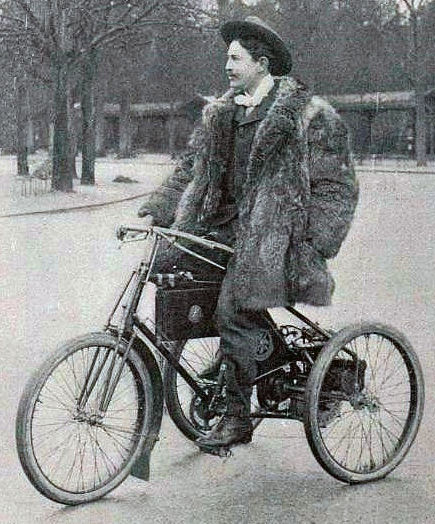
Frankreich, 1898
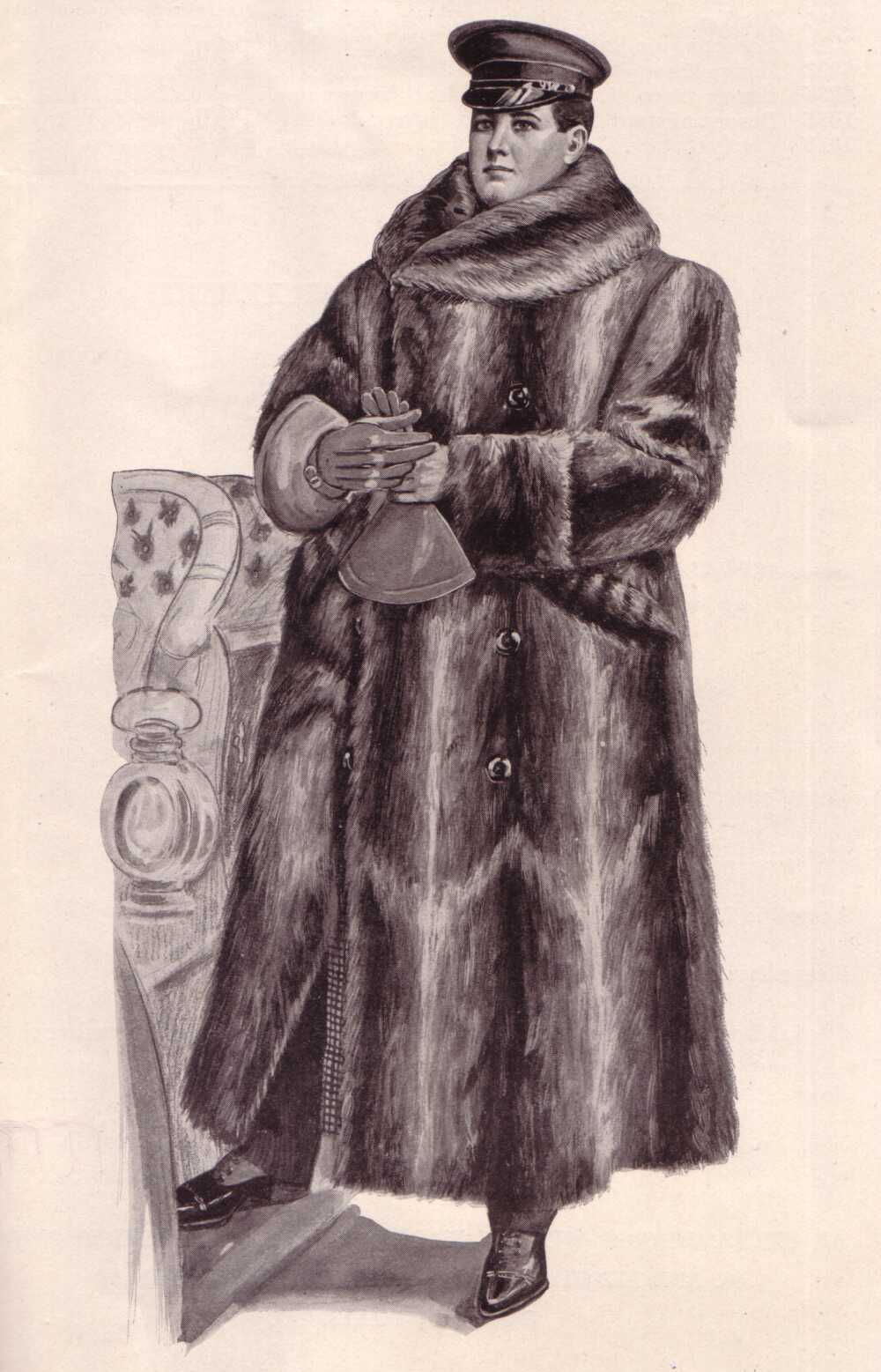
USA, 1906

Zirka 1895 kamen etwa 750.000 Felle auf den amerikanischen Markt, von denen zwei Drittel nach Leipzig gingen, um von dort aus weiter nach Russland exportiert zu werden, wo dann Pelzfutter für Herrenmäntel daraus gearbeitet wurden.
Bereits in den 1920er Jahren begann man in Amerika mit Maßnahmen zum Schutz des Waschbären, nachdem die Bestände durch Raubbau stark zurückgegangen waren. Dies führte auch zu einem spürbaren Anstieg der Bestände.
1936 wurden in der damaligen Sowjetunion, im kirgisischen Teil beginnend, Waschbären zusammen mit anderen Pelztieren zur „Pelztierzucht in freier Wildbahn“ ausgesetzt, die sich in Ostasien beträchtlich vermehrten. 1954 wurde in Russland mit der Jagd auf Waschbären begonnen, um die Felle zu nutzen.

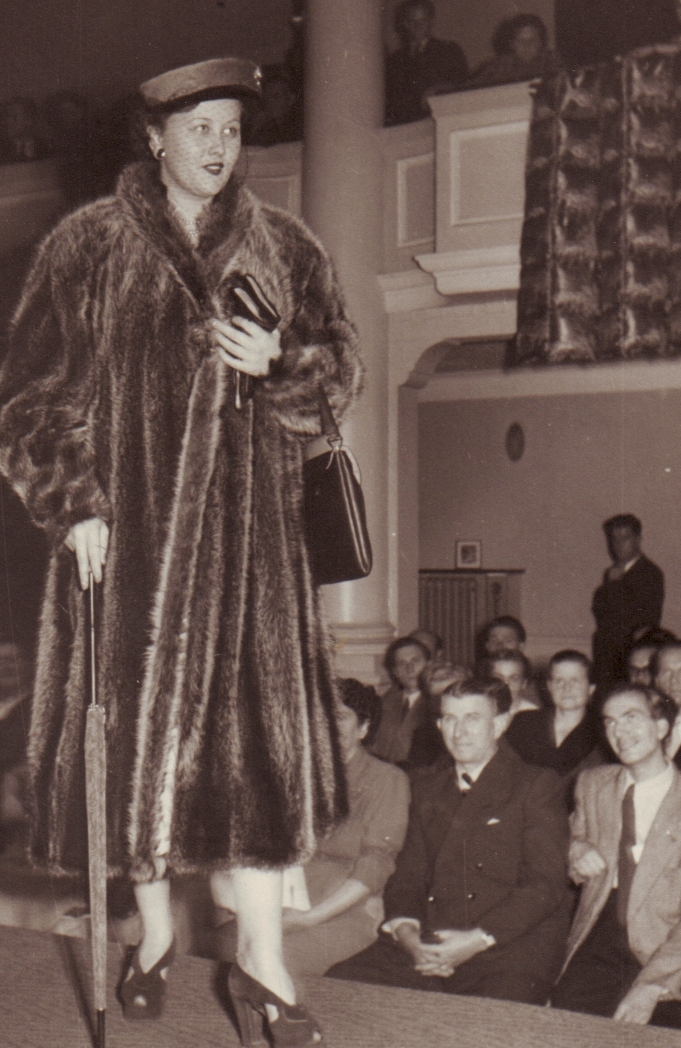
Ausgelassen verarbeiteter Waschbärmantel (Fahnenstich, Recklinghausen, ca. 1952)

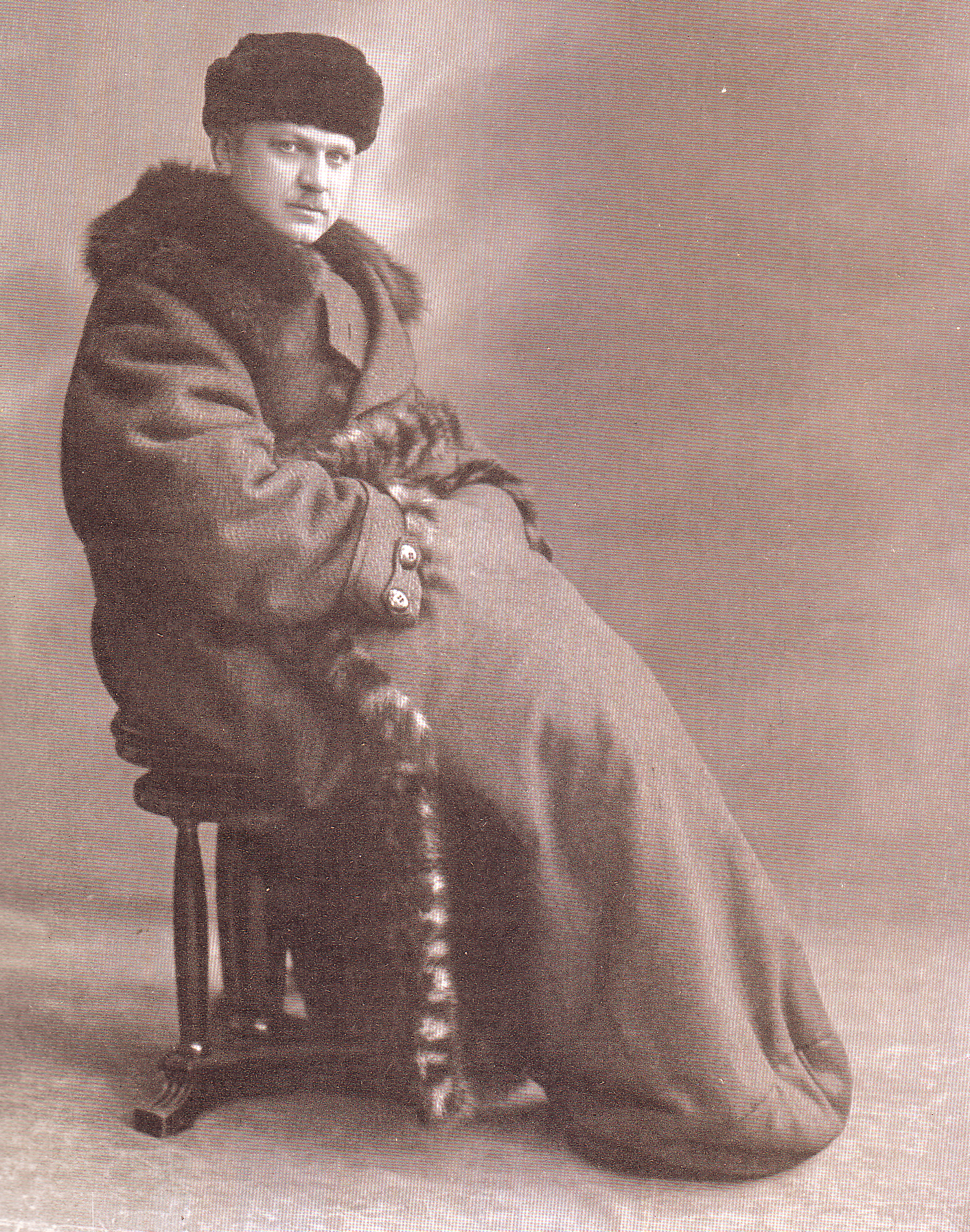
„Fuß-Sack. Aus grauem Filz, mit Schuppen-Schweifen eingefasst. Gefüttert mit prima Lammfell.“ Mantelkragen ebenfalls Waschbär (Schuppen) (Fa. Stöckig & Co., ca. 1912)

In Europa wurde erstmals in Norwegen vor dem Ersten Weltkrieg (1914–1918) begonnen, Waschbären zur Nutzung als für Pelzzwecke zu züchten, in Deutschland begann man damit in den 1920er Jahren. Zuchtziel war es meist, ein möglichst dunkles, fast schwarzes Fell zu erhalten. Noch um die Zeit des Ausbruchs des Zweiten Weltkrieges (1939–1945) wurde in Deutschland für die Errichtung von Wachbärzuchten geworben. Nachdem sich die Waschbärzucht in Deutschland für viele Züchter als unrentabel erwiesen hatte, wurde auch hier ein Teil der verbliebenen Tiere ausgewildert, unter anderem bereits 1927 in der Nähe des Edersees.
Das Waschbärfell ist im Gegensatz zu vielen anderen langhaarigen Pelzen besonders strapazierfähig. Vielleicht spielt es deshalb von Zeit zu Zeit auch in der Herrenmode eine Rolle. Zuerst als „Reisemantel“ bezeichnet, verlor er mit der Beheizung der Eisenbahnen seine Bedeutung.
Nach der Erfindung des Kraftfahrzeugs entstand er neu als „Automobilistenmantel“, als unfehlbar wasserdichtes Chauffeurkleid und wegen seiner praktischen Färbung. Amerikanische Collegestudenten entdeckten ihn für sich in den neunzehnhundertzwanziger/dreißiger Jahren; als Waschbär-Kurzmantel galt er als Statussymbol (raccoon-coat-collegiate fashion). Auch in den amerikanischen Footballstadien waren um 1936 „Galaxien von Waschbärmänteln, getragen von beiderlei Geschlecht“, zu sehen. Er wurde in Liedern besungen und von Robert W. Service als „hundred Dollar coon coat“ bedichtet. In den 1950er Jahren erlebte er in den USA eine kurze Renaissance, zusammen mit wiederverwendeten Vintage-Waschbärpelzen der zwanziger/dreißiger Jahre.
Als um 1910 insbesondere die geringwertigeren aber leichteren Sorten in Kanada und im Westen der USA noch zu Herrenpelzen gearbeitet wurden, hatte in Europa zu der Zeit die Verwendung zu Reisepelzen längst aufgehört. Hier wurden sie meist nur noch, skunksfarbig gefärbt oder naturbelassen, zu Pelzstolen, Muffen und Ähnlichem verarbeitet. Nachdem der Waschbär ein Edelpelz geworden war, wurde manch alter Reisepelz, der seit dreißig Jahren gute Dienste geleistet hatte und noch ziemlich gut erhalten aussah, auf Besätze umgearbeitet oder eingefärbt und dann wieder verarbeitet, vorausgesetzt, dass sich das Leder noch als geeignet erwies.
Zu der noch früheren Zeit, als Biberpelze modern waren, gaben sie geschoren oder mit ausgerupftem Oberhaar eine gute Imitation des teuren Biberfells ab („Schopp-Biber“). In Leipzig färbte man hochgeschorenen Waschbär in der Art, dass die Felle mit den harten, jetzt bläulichen Grannenhaaren ein seeotterähnliches Aussehen bekamen. Das war etwa um 1890 ein riesiger Exporterfolg nach Russland, „es konnte gar nicht genug Material beschafft werden“. Wohlhabende russische Kaufleute, höhere Beamte und der Landadel trugen mit Vorliebe den mit einem grünen Überzug versehenen Waschbärpelz. Sein Preis lag mit zwischen 300 und 400 Rubel verhältnismäßig hoch, so dass der Erwerb schon ein gehobenes Einkommen voraussetzte. Auch eigneten sich die Felle als Sealfellimitation, wenn sie gerupft und zusätzlich oberflächlich nachgefärbt (geblendet) und mit weißen eingesetzten Spitzen versehen wurden. Mit dem so genannten „Spitzen“ wurde eigentlich das Silberfuchsfell nachgeahmt, wieso es bei der Imitation des Sealfells  zur Anwendung kam, ist heute vielleicht nicht mehr nachzuvollziehen. Geschoren waren sie in den 1940er Jahren ein bedeutender Handelsartikel in Amerika.

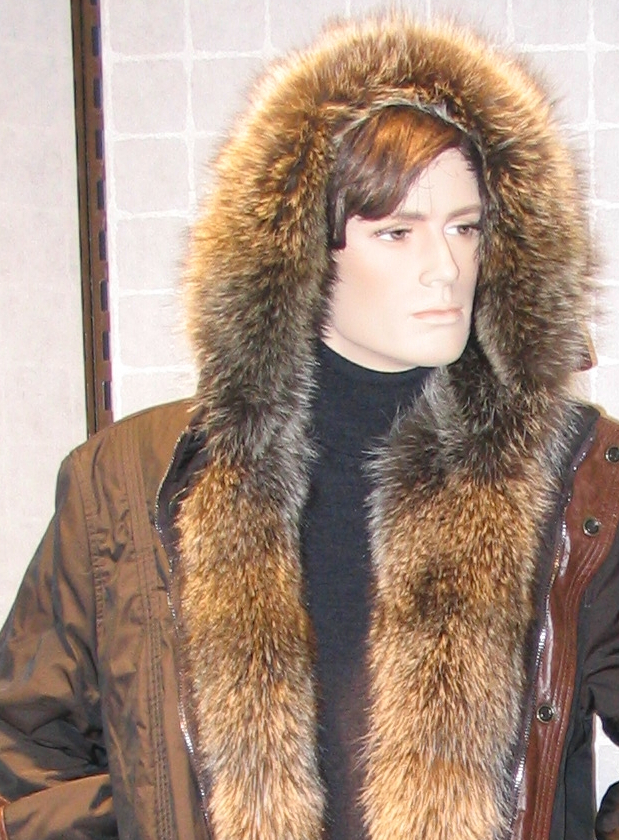
Waschbärverbrämung an einer Herrenjacke (2008)

Durch den Zweiten Weltkrieg bedingt hatte die Jagd auf den Waschbären so weit abgenommen, dass man ihn in Nordamerika teilweise als Landplage empfand. Durch eine deshalb verstärkte Nachstellung kamen wieder mehr Felle auf den Markt, für die jedoch kaum ein Bedarf war. Das änderte sich Mitte der 1950er Jahre schlagartig, als Walt Disney mit der Fernsehserie über den legendären amerikanischen Politiker und Frontiersman Davy Crockett auch dessen, zumindest im Film getragene, Waschbär-Trappermütze mit dem geringelten Schweif bis hin nach Europa populär machte (im Vorgänger-Stummfilm Davy Crockett von 1916 war es noch eine Fuchsmütze). Im Englischen begann der Titelsong der Serie: „From the coonskin cap on the top of ol' Dan...“ - „Von der Waschbärmütze, oben auf dem alten Dan...“. Elizabeth Ewings meinte in ihrer Geschichte des Pelzes sogar, dass die Davy-Crockett-Mütze dazu beitrug, in den 1950er Jahren erstmals weltweit eine neue Jugendmode zu begründen: „Die Nachfrage nach der Mütze kannte bei Jungen jeden Alters keine Grenzen. Plump, unvorteilhaft, zottelig und aus den unterschiedlichsten Pelzen gefertigt, erlebte sie einen nahezu weltweiten Boom.“ Die amerikanische Ed-Bauer-Pelz-Company bot im Jahr 1971 in ihrem Zubehörkatalog „für Trapper, Waschbärjäger und Outdoorsmen“ die Waschbärkappe, für Männer und Jungen mit Schweif, für Damen und Mädchen ohne Schweif, für je 17,50 Dollar an. Tatsächlich war die Wintermütze mit dem seitlich hängenden Schweif wohl einmal eine beliebte Kopfbedeckung der kolonialen Pioniere.
→ Foto von Fess Parker in der Fernsehserie „Daniel Boone“ mit seiner Waschbärmütze (1966)
Die Nachfrage nach Waschbärpelz verlief etwa gleich der Fuchsmode. Sie ging jeweils in dem Umfang zurück, in dem das Interesse an Langhaarfell generell abnahm. Bis in die 1980er Jahre wurden Waschbärfelle, mit den Unterbrechungen, in denen die Mode Langhaar vernachlässigte, hauptsächlich zu Damenmänteln verarbeitet.
Um 2000 stieg die Nachfrage nach langhaarigen Fellen erneut, vor allem für Kragen und Verbrämungen, insbesondere für chinesische Kundinnen auch für Pelzjacken. Für die durchschnittlich zierlichere asiatische Frau war Waschbär jedoch als Kleidung zu voluminös und schwer, Waschbär galt dort als „schwieriger Artikel“. Auch in Nordamerika genoss das Fell mit den sehr guten Trageeigenschaften zu der Zeit nur geringe Wertschätzung, wahrscheinlich wegen des erheblichen heimischen Anfalls und des inzwischen auch städtischen Lebensraums. Einige Jahre lang wurde Waschbärfell auf Damenstiefel appliziert, 2015 suchte der Handel wieder nach neuen Verwendungsmöglichkeiten.
Die Rohfellanlieferung erfolgt jetzt hauptsächlich rund, mit dem Haar nach innen, teils auch offen. 1936 hieß es noch, dass die schweren und langhaarigen Typen eigentlich rund, die leichteren Qualitäten aufgeschnitten gehandelt werden sollen. Die leichteren Felle fallen in größeren Mengen an und erfordern größere Sorgfalt beim Sortieren in die verschiedenen Handelsklassen.
Die meisten Farmversuche wurden wieder aufgegeben.

### Sorten

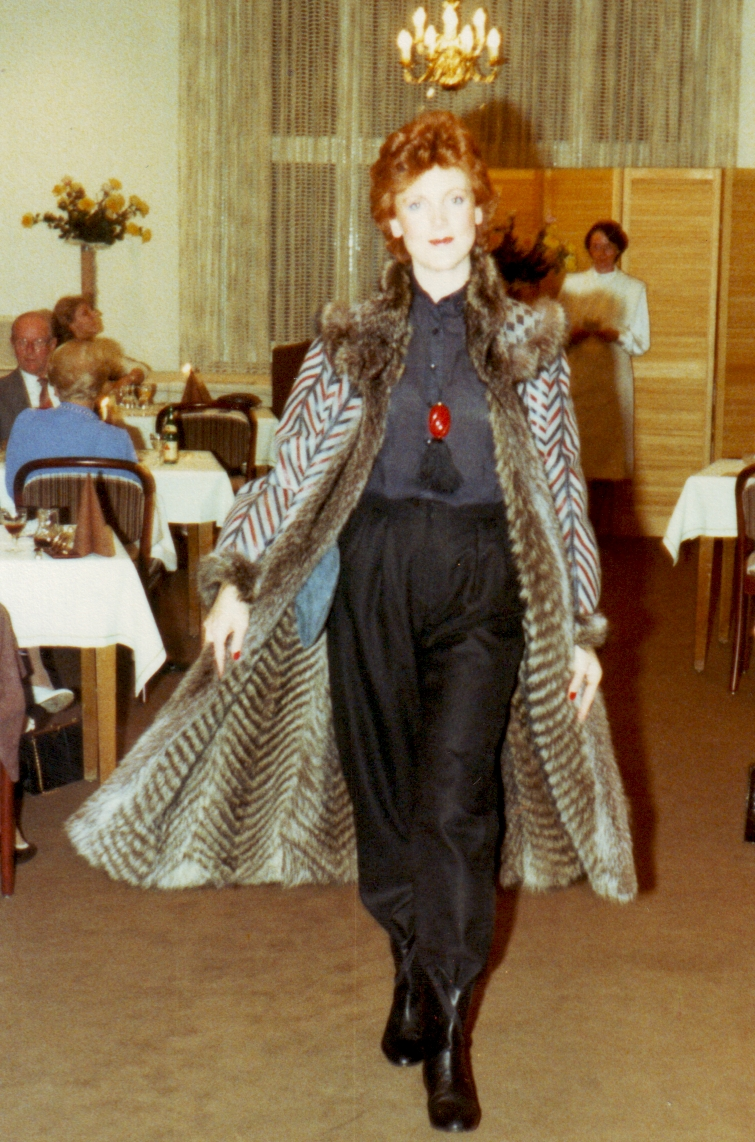
Galonierter Waschbärwendemantel (1983)

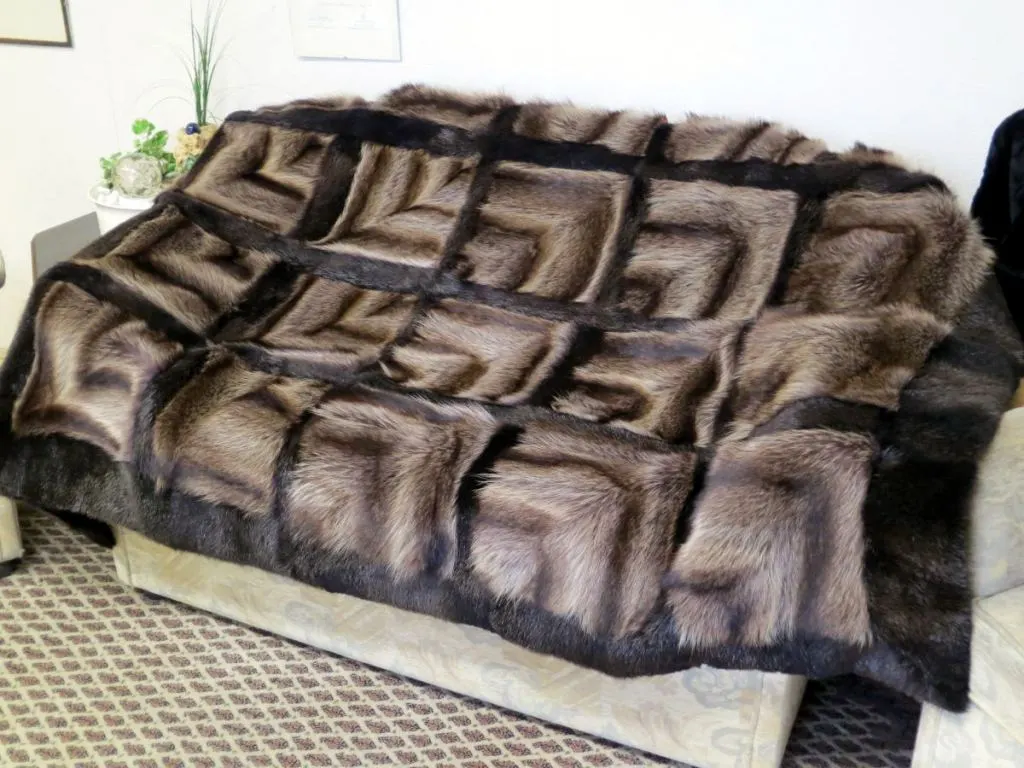
Felldecke, effektvoll umgestaltet aus einem Nutria- und Waschbärmantel
(Pelz-Atelier Lang, Kaiserslautern)

Nach der Herkunft teilt der Handel die Felle zunächst in zwei Hauptsorten, Kanada und Vereinigte Staaten. Die meisten Felle liefern die USA. Mexikanische sind von sehr geringer Qualität, die südamerikanischen werden nicht gehandelt. Für das wohl auch genutzte Fell des von Guatemala bis Paraguay vorkommenden Krabbenwaschbären hieß es 1911 zudem, es „spielt im Pelzhandel gar keine Rolle“.
Die leichteren Sorten (Mantelware) kommen von südlich der Mason-Dixon-Linie, das ist etwa 40° nördlicher Breite. Die größten Felle liefert British Columbia, die feinsten und seidigsten Wisconsin. Schwächere Ware wurde früher als Western coon gehandelt.
Herkommen:

a) Kanada (YF = York Fort, NW = Nordwest, CANAda)
Hudson's Bay: sehr groß, sehr weich, doch fast zottig, graubraun bis grau. Anlieferung gering.
British Columbia: größte Sorte. Dunkelgrau mit schwärzlichem Anflug. Bleigraue Wamme mit weißlichem Schimmer.

b) Vereinigte Staaten
Wisconsin: groß, rauch, seidig; hell, doch rein in der Farbe. Beste Sorte (wie auch beim Skunkfell).
Michigan: kleiner, rauch, seidig; teils gut dunkel.
Minnesota: auch als North-Western im Handel; groß, rauch, gröber; weniger rein in der Farbe.
Arkansas, Kentucky: groß, grob,; helle Farbe.
Süd-Georgia, Florida: Groß, grob; schwächer im Haar, langer Schweif, sumpfgelb, Schultern orangegelb gefleckt.
Texas-Mexiko: groß, grob; spitzer, schmal geringelter Schweif, zwischen den Ringen roströtlich; dunkelbraune Füße.
Mississippi-Delta / New-Orleans: mittelgroß, sehr grob; schütter, sehr spitzer Kopf.
Colorado: mittelgroß; hellblaugrau.
Kalifornien: klein; helle Farbe.
New Madrid: Sehr unterschiedliche Größen. Die größten Sorten etwa 45 × 45 cm. Halbrauch, gut gedeckt, gute Farbe; teils flach. Es ist neben Wisconsin die beste Farbe (wie auch beim Skunk- und beim Opossumfell).
Handelsübliche Größen: Ex ex large (über 61 cm), ex large (56 – 61 cm),  large (54 – 56 cm), large medium (46 – 54 cm), medium (43 – 46 cm) und small (38 – 43 cm).

Auktionssortiment:
Sorten: I, II, III, IV, damaged, slightly and badly damaged, pieces.
Größen: exexlarge, exlarge, large, medium, small.
Farben: exdark, dark, dark pt. medium, medium, medium & pale, expale, pale.
Qualitäten werden im Allgemeinen sortiert:
Nördliche: gut bis sehr gut
Westliche: mittlere Qualität
Südliche: grob, spießig; schwach im Haar (wenig Unterwolle).
Die Rohfelle wurden meist viereckig gespannt oder genagelt, mit folgenden Besonderheiten:
Louisiana: fast quadratisch, doch ragten bei Süd-Louisiana Kopf und Pfoten über das Quadrat hinaus
Centrals: rechteckig
Westliche: fast rechteckig mit vorstehendem Kopf
Küsten: Trapezförmig, mit abstehenden Seitenzwickeln
Nordwesten: offen, teils geschlossen (rund abgezogen)

## Verarbeitung

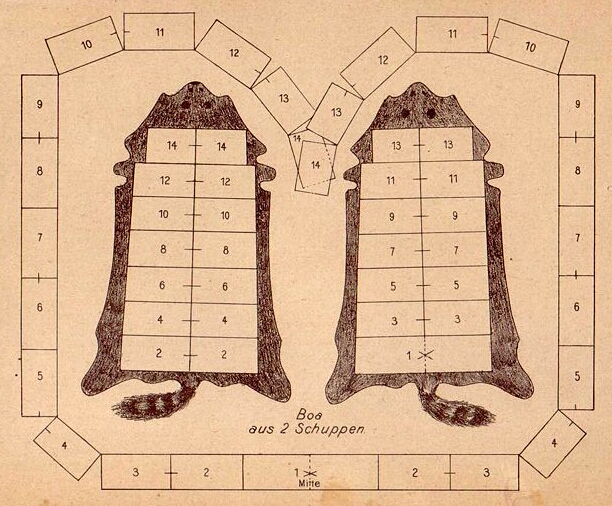
Arbeitsanleitung für eine nicht ausgelassen zu arbeitende Waschbärboa aus zwei Fellen (1895)

Nicht nur wenn Waschbären zu Großkonfektion verarbeitet werden, muss sich der Kürschner oder Pelzdesigner entscheiden, ob er die Felle ganzfellig verarbeiten, sie also in der Naturform belassen, oder aber auslassen will. Die Verarbeitung seit den 1990er Jahren bevorzugt nicht nur für Männerpelze eindeutig die ganzfellige Variante mit der rustikalen Optik und deutlich niedrigeren Produktionskosten. Zur Zeit der Langhaarmode für Pelzmäntel und Jacken wurden wie viele Fellarten auch Waschbärfelle hauptsächlich ausgelassen. Das Fell wird dafür in sehr schmale Streifen zerlegt, die in der Länge des Bekleidungsstücks neu zusammengenäht werden. Aus jedem Fell wird ein Streifen in der Länge des Mantels oder einer Jacke, auch des Ärmels, der Stola usw.

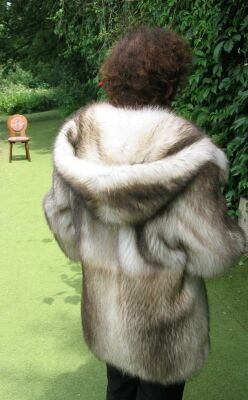
Jacke aus luftgaloniertem, gebleichtem Waschbär (2005)
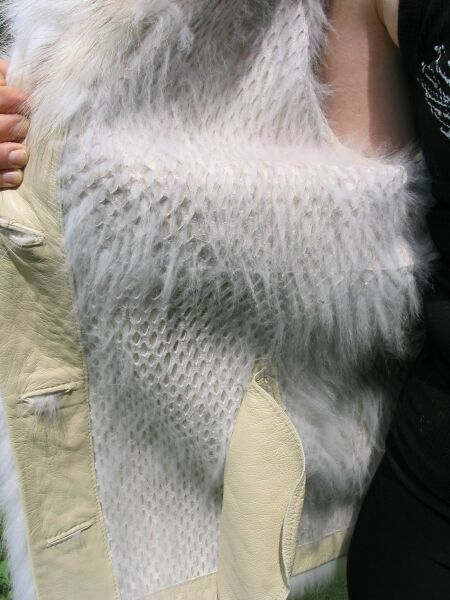
Luftgalonierter, gebleichter Waschbär. Lederseite

Einfärbungen
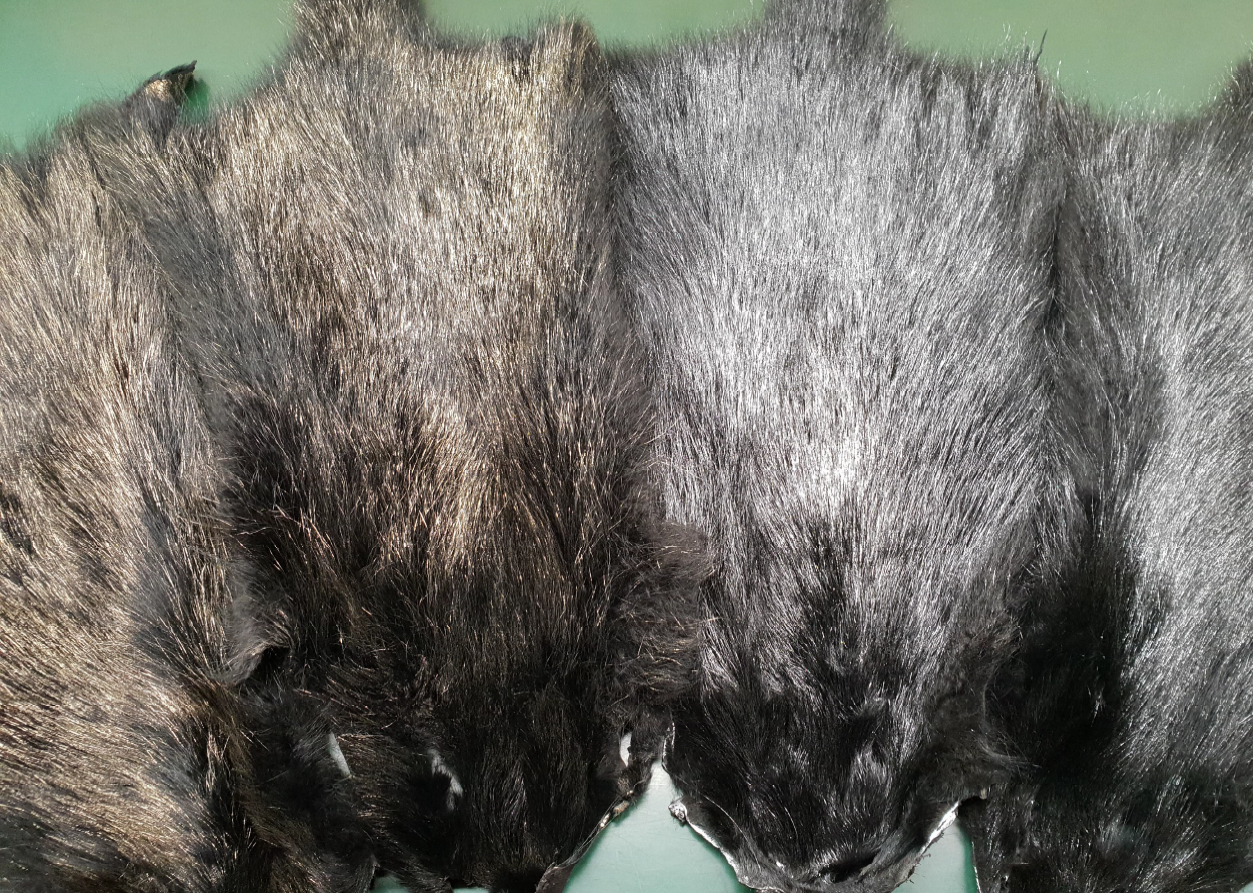
schwarz mit Gold- und Silberspitzen (2018)
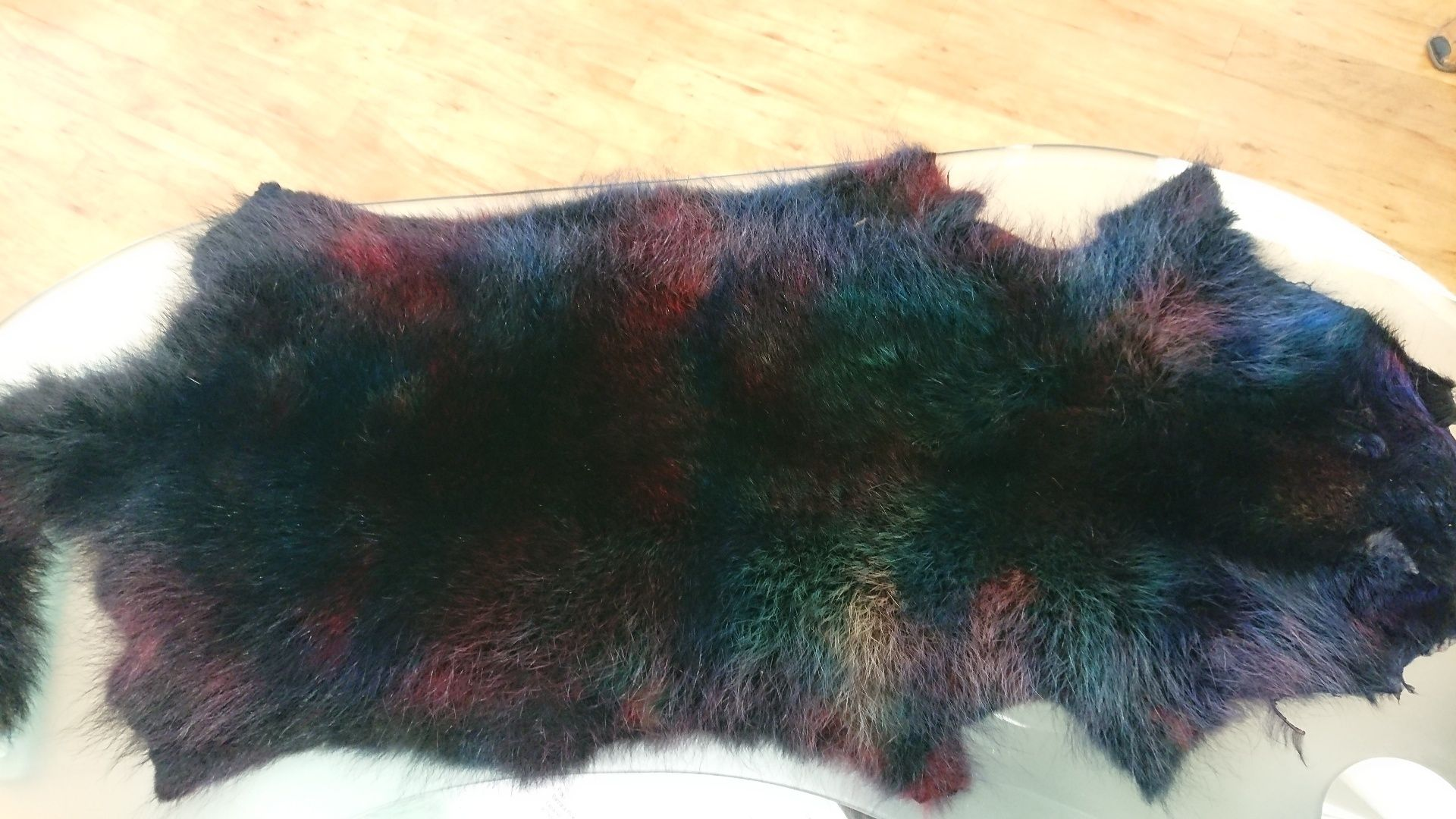
vielfarbig (2022)

Durch Galonieren, das Einnähen schmaler Lederstreifen, werden nicht nur Waschbärfelle leichter gemacht und das Haar aufgelockert. Beim Luftgalonieren werden die Felle nur eingeschnitten und netzartig auseinandergezogen. Bereits für die Zeit um 1890 wird eine Arbeitsmethode erwähnt, bei der schmale, naturfarbene, schwarz oder gefärbte Waschbärstreifen auf Bänder genäht zu Bekleidungsstücken verarbeitet werden, wodurch die oft schweren Pelze leicht und schmiegsam werden. Insbesondere bei Pelzinnenfuttern wird eine ähnliche, im übrigen fellsparende Methode, vor allem bei Edelfüchsen, heute noch angewendet.
Die größeren und schwereren Felle werden hauptsächlich zu Kragen und Besätzen gearbeitet, die leichtere Ware auch zu Jacken und Mänteln. Die meist mehr oder weniger stark gelblichen Felle werden vor der Verarbeitung oft „geschönt“ (Reinforcing), die dunklere Fellmitte wird zusätzlich meist nachgedunkelt (Grotzieren), auch um den gelben Nacken verschwinden zu lassen, an dem der Grotzen nicht oder nur schwach zu sehen ist. Ein Teil der Felle wird zu einem beigen Farbton gebleicht, ein anderer gefärbt, oder für helle Farben, gebleicht und anschließend gefärbt.
Nachdem geschorene oder gerupfte Pelze, wie in Zeiten der Sealfellmode, erneut aktuell wurden, wird auch das Waschbärfell gelegentlich wieder geschoren. Als Schurhöhe wurde um die 12 bis 14  Millimeter empfohlen.
Im Jahr 1965 wurde der Fellverbrauch für eine für einen Waschbärmantel ausreichende Felltafel mit 20 bis 30 Fellen angegeben (sogenanntes Mantel-„Body“). Zugrundegelegt wurde eine Tafel mit einer Länge von 112 Zentimetern und einer durchschnittlichen Breite von 150 Zentimetern und einem zusätzlichen Ärmelteil. Das entspricht etwa einem Fellmaterial für einen leicht ausgestellten Mantel der Konfektionsgröße 46 des Jahres 2014. Die Höchst- und Mindest-Fellzahlen können sich durch die unterschiedlichen Größen der Geschlechter der Tiere, die Altersstufen sowie deren Herkunft ergeben. Je nach Pelzart wirken sich die drei Faktoren unterschiedlich stark aus.
Wie bei fast allen Fellarten werden auch vom Waschbären die bei der Verarbeitung abfallenden Fellteile verwendet, aus den leichteren und weniger dichthaarigen Bauchstreifen werden, von auf die Resteverarbeitung spezialisierten, Pelznähern Stückentafeln gefertigt. Diese Halbfertigprodukte werden anschließend weiterverarbeitet, bevorzugt zu Innenfuttern. Der Hauptort für die Verwertung der in Europa anfallenden Fellreste ist Kastoria in Griechenland sowie der in der Nähe liegende kleinere Ort Siatista. Aus den Schweifen werden Kapuzenverbrämungen oder Boas gearbeitet, auch dienen sie als Schlüssel- oder Taschenanhänger.

## Zahlen

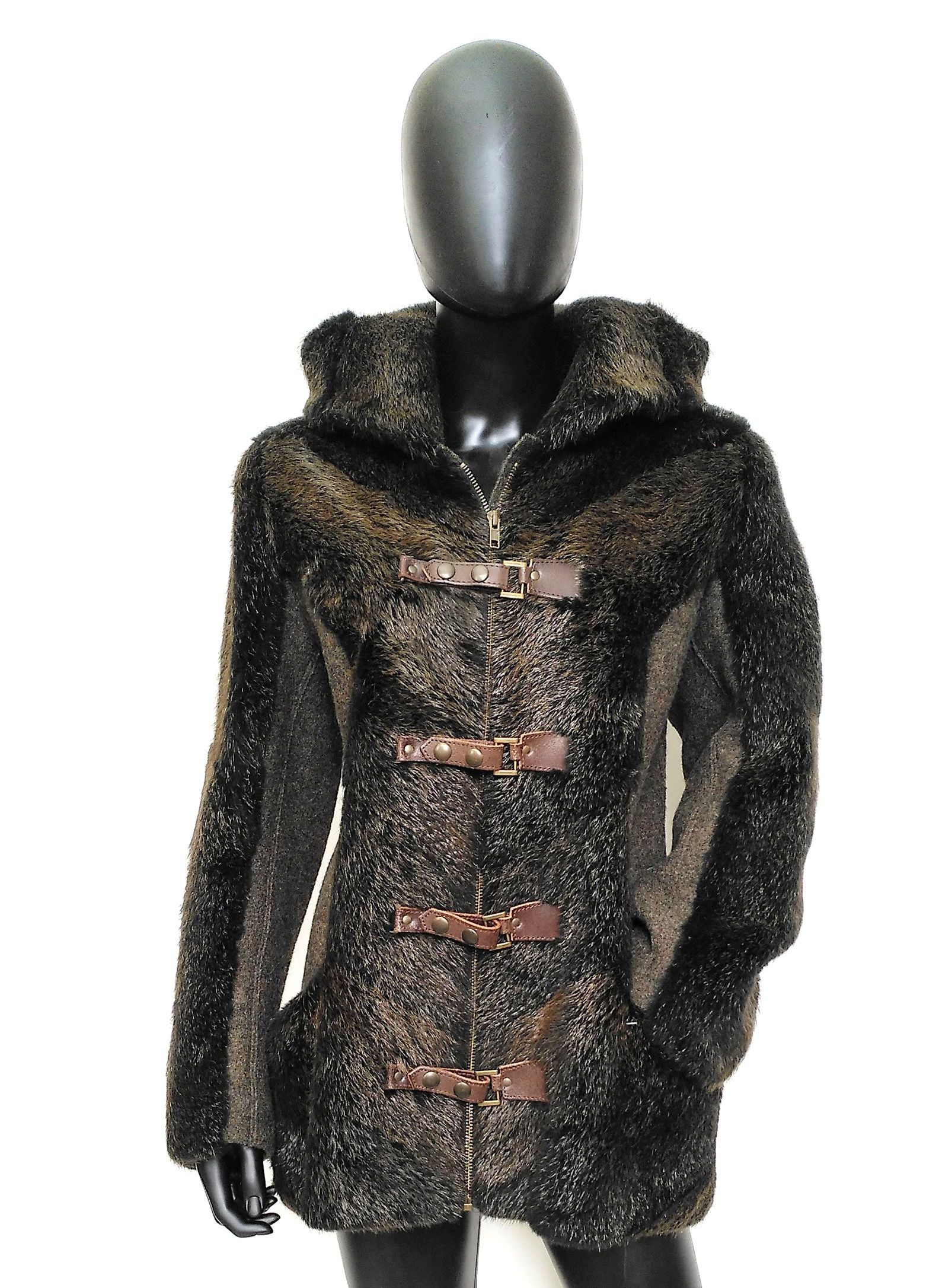
Nutriajcke mit Walkloden
(Stephanie Metz, 2021)

Detaillierte Handelszahlen über nordamerikanische Rauchwaren finden sich bei
Emil Brass: Aus dem Reiche der Pelze. 1. Auflage. Verlag der „Neuen Pelzwaren-Zeitung und Kürschner-Zeitung“, Berlin 1911.
Emil Brass: Aus dem Reiche der Pelze. 2. verbesserte Auflage. Verlag der „Neuen Pelzwaren-Zeitung und Kürschner-Zeitung“, Berlin 1925.
Emil Brass: Aus dem Reiche der Pelze. 1911
Milan Novak u. a., Ministry of Natural Resources: Wild furbearer management and conservation in North America.  Ontario 1987, ISBN 0-7778-6086-4. (engl.)
Milan Novak u. a., Ministry of Natural Resources: Furbearer Harvests in North America, 1600–1984. Anhang zu vorstehendem Wild furbearer management and conservation in North America. Ontario 1987, ISBN 0-7729-3564-5. (engl.)
- Im November 1743 führte die Hudson’s Bay Company nach London 5 Schuppen aus (im Vergleich 6760 Coatbiber, 9520 Parchmentbiber und 8830 Biber und 1640 Cubs (Jungtierfelle)).[20]

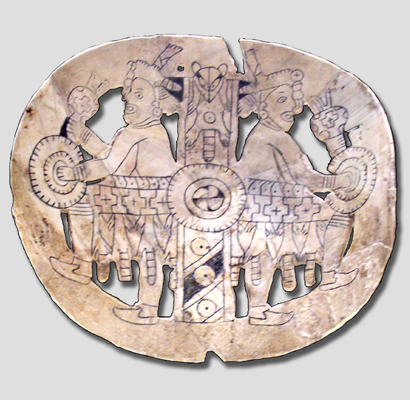
Gravierte Muschel: Zwei Waschbärtänzer (Spiro-Mounds-Kultur, Oklahoma)

- Einfuhr von Schuppen (= Waschbärfelle) nach London 1763 bis 1891 (nach Henry Poland, London)[20]

| Jahr | Anzahl  |
| ---- | ------- |
|      |         |
|      |         |
|      |         |
|      |         |
|      |         |
|      |         |
|      |         |
|      |         |
|      |         |
|      |         |
|      |         |
|      |         |
| 1763 | 39.000  |
| 1764 | 37.000  |
| 1765 | 54.951  |
| 1766 | 101.066 |
| 1767 | 56.750  |
| 1768 | 38.316  |
| 1769 | 117.307 |
| 1770 | 52.504  |
| 1771 | 43.025  |
| 1772 | 51.503  |
| 1773 | 37.468  |
| 1774 | 40.157  |
| 1775 | 14.568  |

| Jahr | Anzahl  |
| ---- | ------- |
| 1776 | 72.538  |
| 1777 | 198.500 |
| 1778 | 173.000 |
| 1779 | 125.000 |
| 1780 | 19.700  |
| 1781 | 85.000  |
| 1782 | 80.500  |
| 1783 | 95.000  |
| 1784 | 173.600 |
| 1785 | 96.000  |
| 1786 | 105.000 |
| 1787 | 145.000 |
| 1788 | 114.000 |
| 1789 | 161.180 |
| 1790 | 161.000 |
| 1791 | 178.000 |
| 1792 | 182.000 |
| 1793 | 187.000 |
| 1794 | 130.000 |
| 1795 | 125.000 |
| 1796 | 130.500 |
| 1797 | 109.000 |
| 1798 | 185.000 |
| 1799 | 130.000 |
| 1800 | 108.000 |

| Jahr | Anzahl  |
| ---- | ------- |
| 1801 | 95.000  |
| 1802 | 145.000 |
| 1803 | 150.000 |
| 1804 | 180.000 |
| 1805 | 124.000 |
| 1806 | 125.000 |
| 1807 | 80.000  |
| 1808 | 123.000 |
| 1809 | 47.000  |
| 1810 | 39.000  |
| 1811 | 28.000  |
| 1812 | 1.000   |
| 1813 | -       |
| 1814 | 3.000   |
| 1815 | 19.000  |
| 1816 | 45.000  |
| 1817 | 15.000  |
| 1818 | 15.000  |
| 1819 | 30.000  |
| 1820 | 15.300  |
| 1821 | 143.000 |
| 1822 | 151.622 |
| 1823 | 79.390  |
| 1824 | 42.834  |
| 1825 | 52.634  |

| Jahr | Anzahl  |
| ---- | ------- |
| 1826 | 83.257  |
| 1827 | 76.405  |
| 1828 | 79.415  |
| 1829 | 110.340 |
| 1830 | 172.470 |
| 1831 | 209.497 |
| 1832 | 347.552 |
| 1833 | 363.288 |
| 1834 | 219.164 |
| 1835 | 274.651 |
| 1836 | 273.510 |
| 1837 | 204.106 |
| 1838 | 177.017 |
| 1839 | 250.100 |
| 1840 | 283.088 |
| 1841 | 357.200 |
| 1842 | 340.200 |
| 1843 | 392.474 |
| 1844 | 420.759 |
| 1845 | 406.709 |
| 1846 | 486.767 |
| 1847 | 423.757 |
| 1848 | 423.519 |
| 1849 | 434.878 |
| 1850 | 507.142 |

| Jahr | Anzahl  |
| ---- | ------- |
| 1851 | 551.140 |
| 1852 | 560.544 |
| 1853 | 507.061 |
| 1854 | 485.022 |
| 1855 | 497.347 |
| 1856 | 437.038 |
| 1857 | 475.909 |
| 1858 | 467.522 |
| 1859 | 581.025 |
| 1860 | 611.018 |
| 1861 | 527.054 |
| 1862 | 476.317 |
| 1863 | 475.637 |
| 1864 | 489.021 |
| 1865 | 437.763 |
| 1866 | 383.346 |
| 1867 | 526.881 |
| 1868 | 285.735 |
| 1869 | 384.805 |
| 1870 | 418.405 |
| 1871 | 406.749 |
| 1872 | 457.686 |
| 1873 | 458.933 |
| 1874 | 395.178 |
| 1875 | 439.789 |

| Jahr | Anzahl  |
| ---- | ------- |
| 1876 | 584.863 |
| 1877 | 525.344 |
| 1878 | 382.074 |
| 1879 | 546.104 |
| 1880 | 660.269 |
| 1881 | 632.270 |
| 1882 | 566.269 |
| 1883 | 401.536 |
| 1884 | 710.929 |
| 1885 | 595.101 |
| 1886 | 486.201 |
| 1887 | 399.352 |
| 1888 | 360.298 |
| 1889 | 579.551 |
| 1890 | 705.559 |
| 1891 | 549.180 |

| Einfuhrliste für Waschbärfelle der Hudson’s Bay Company nach London in den Jahren 1752–1910 (nach Henry Poland, London). Die 1752 beginnende Liste führt 1777 zum ersten Mal Schuppenfelle auf. | Einfuhrliste für Waschbärfelle der Hudson’s Bay Company nach London in den Jahren 1752–1910 (nach Henry Poland, London). Die 1752 beginnende Liste führt 1777 zum ersten Mal Schuppenfelle auf. | Einfuhrliste für Waschbärfelle der Hudson’s Bay Company nach London in den Jahren 1752–1910 (nach Henry Poland, London). Die 1752 beginnende Liste führt 1777 zum ersten Mal Schuppenfelle auf. | Einfuhrliste für Waschbärfelle der Hudson’s Bay Company nach London in den Jahren 1752–1910 (nach Henry Poland, London). Die 1752 beginnende Liste führt 1777 zum ersten Mal Schuppenfelle auf. | Einfuhrliste für Waschbärfelle der Hudson’s Bay Company nach London in den Jahren 1752–1910 (nach Henry Poland, London). Die 1752 beginnende Liste führt 1777 zum ersten Mal Schuppenfelle auf. | Einfuhrliste für Waschbärfelle der Hudson’s Bay Company nach London in den Jahren 1752–1910 (nach Henry Poland, London). Die 1752 beginnende Liste führt 1777 zum ersten Mal Schuppenfelle auf. | Einfuhrliste für Waschbärfelle der Hudson’s Bay Company nach London in den Jahren 1752–1910 (nach Henry Poland, London). Die 1752 beginnende Liste führt 1777 zum ersten Mal Schuppenfelle auf. | Einfuhrliste für Waschbärfelle der Hudson’s Bay Company nach London in den Jahren 1752–1910 (nach Henry Poland, London). Die 1752 beginnende Liste führt 1777 zum ersten Mal Schuppenfelle auf. | Einfuhrliste für Waschbärfelle der Hudson’s Bay Company nach London in den Jahren 1752–1910 (nach Henry Poland, London). Die 1752 beginnende Liste führt 1777 zum ersten Mal Schuppenfelle auf. | Einfuhrliste für Waschbärfelle der Hudson’s Bay Company nach London in den Jahren 1752–1910 (nach Henry Poland, London). Die 1752 beginnende Liste führt 1777 zum ersten Mal Schuppenfelle auf. | Einfuhrliste für Waschbärfelle der Hudson’s Bay Company nach London in den Jahren 1752–1910 (nach Henry Poland, London). Die 1752 beginnende Liste führt 1777 zum ersten Mal Schuppenfelle auf. | Einfuhrliste für Waschbärfelle der Hudson’s Bay Company nach London in den Jahren 1752–1910 (nach Henry Poland, London). Die 1752 beginnende Liste führt 1777 zum ersten Mal Schuppenfelle auf. | Einfuhrliste für Waschbärfelle der Hudson’s Bay Company nach London in den Jahren 1752–1910 (nach Henry Poland, London). Die 1752 beginnende Liste führt 1777 zum ersten Mal Schuppenfelle auf. | Einfuhrliste für Waschbärfelle der Hudson’s Bay Company nach London in den Jahren 1752–1910 (nach Henry Poland, London). Die 1752 beginnende Liste führt 1777 zum ersten Mal Schuppenfelle auf. | Einfuhrliste für Waschbärfelle der Hudson’s Bay Company nach London in den Jahren 1752–1910 (nach Henry Poland, London). Die 1752 beginnende Liste führt 1777 zum ersten Mal Schuppenfelle auf. | Einfuhrliste für Waschbärfelle der Hudson’s Bay Company nach London in den Jahren 1752–1910 (nach Henry Poland, London). Die 1752 beginnende Liste führt 1777 zum ersten Mal Schuppenfelle auf. | Einfuhrliste für Waschbärfelle der Hudson’s Bay Company nach London in den Jahren 1752–1910 (nach Henry Poland, London). Die 1752 beginnende Liste führt 1777 zum ersten Mal Schuppenfelle auf. | Einfuhrliste für Waschbärfelle der Hudson’s Bay Company nach London in den Jahren 1752–1910 (nach Henry Poland, London). Die 1752 beginnende Liste führt 1777 zum ersten Mal Schuppenfelle auf. | Einfuhrliste für Waschbärfelle der Hudson’s Bay Company nach London in den Jahren 1752–1910 (nach Henry Poland, London). Die 1752 beginnende Liste führt 1777 zum ersten Mal Schuppenfelle auf. | Einfuhrliste für Waschbärfelle der Hudson’s Bay Company nach London in den Jahren 1752–1910 (nach Henry Poland, London). Die 1752 beginnende Liste führt 1777 zum ersten Mal Schuppenfelle auf. | Einfuhrliste für Waschbärfelle der Hudson’s Bay Company nach London in den Jahren 1752–1910 (nach Henry Poland, London). Die 1752 beginnende Liste führt 1777 zum ersten Mal Schuppenfelle auf. |
| Jahr: | | | | | | | | | | | | | | | | | 1777 | 1778 | 1779 | 1780 |
| --- | --- | --- | --- | --- | --- | --- | --- | --- | --- | --- | --- | --- | --- | --- | --- | --- | --- | --- | --- | --- |
| Anzahl: | | | | | | | | | | | | | | | | | 307 | 300 | 416 | 289 |
| Jahr: | 1781 | 1782 | 1783 | 1784 | 1785 | 1786 | 1787 | 1788 | 1789 | 1790 | 1791 | 1792 | 1793 | 1794 | 1795 | 1796 | 1797 | 1798 | 1799 | 1800 |
| Anzahl: | 300 | 430 | - | 540 | 488 | 401 | 840 | 660 | 502 | 406 | 604 | - | 347 | 664 | 1.075 | 733 | 867 | 910 | 2.209 | 1.979 |
| Jahr: | 1801 | 1802 | 1803 | 1804 | 1805 | 1806 | 1807 | 1808 | 1809 | 1810 | 1811 | 1812 | 1813 | 1814 | 1815 | 1816 | 1817 | 1818 | 1819 | 1820 |
| Anzahl: | 2.329 | 1.635 | 1.522 | 890 | 1062 | 1.500 | 1.013 | 1.173 | 1.152 | 1.071 | 101 | 168 | 96 | 46 | 70 | - | 22 | 87 | - | 300 |
| Jahr | 1821 | 1822 | 1823 | 1824 | 1825 | 1826 | 1827 | 1828 | 1829 | 1830 | 1831 | 1832 | 1833 | 1834 | 1835 | 1836 | 837 | 1838 | 1839 | 1840 |
| Anzahl: | 350 | 290 | 64 | 51 | 78 | 153 | 138 | 79 | 107 | - | 177 | 372 | 210 | 713 | 522 | 1.900 | 585 | 273 | 1.115 | 1.034 |
| Jahr: | 1841 | 1842 | 1843 | 1844 | 1845 | 1846 | 1847 | 1848 | 1849 | 1850 | 1851 | 1852 | 1853 | 1854 | 1855 | 1856 | 1857 | 1858 | 1859 | 1860 |
| Anzahl: | 1.175 | 1.820 | 1.898 | 1.763 | 1.467 | 1.305 | 1.140 | 2.091 | 1.289 | 1.442 | 1.712 | 1.633 | 1.481 | 1.052 | 1.978 | 1.370 | 1.929 | 2.140 | 1.959 | 2.560 |
| Jahr: | 1861 | 1862 | 1863 | 1864 | 1865 | 1866 | 1867 | 1868 | 1869 | 1870 | 1871 | 1872 | 1873 | 1874 | 1875 | 1867 | 1877 | 1878 | 1879 | 1880 |
| Anzahl: | 2.871 | 3.376 | 3.980 | 2.384 | 4.150 | 4.832 | 24.783 | 5.811 | 4.887 | 2.411 | 2.967 | 1.630 | 3.582 | 3.114 | 7.193 | 2.147 | 999 | 506 | 607 | 813 |
| Jahr: | 1881 | 1882 | 1883 | 1884 | 1885 | 1886 | 1887 | 1888 | 1889 | 1890 | 1891 | 1892 | 1893 | 1894 | 1895 | 1896 | 1897 | 1898 | 1899 | 1900 |
| Anzahl: | 534 | 803 | 354 | 142 | 124 | 325 | 239 | 217 | 153 | 172 | 130 | 195 | 130 | 564 | 514 | 1.344 | 5.951 | 2652 | 13.260 | 9.067 |
| Jahr: | 1901 | 1902 | 1903 | 1904 | 1905 | 1906 | 1907 | 1908 | 1909 | 1910 | | | | | | | | | | |
| Anzahl: | 1.820 | 910 | 662 | 397 | 264 | 281 | 602 | - | - | 140 | | | | | | | | | | |

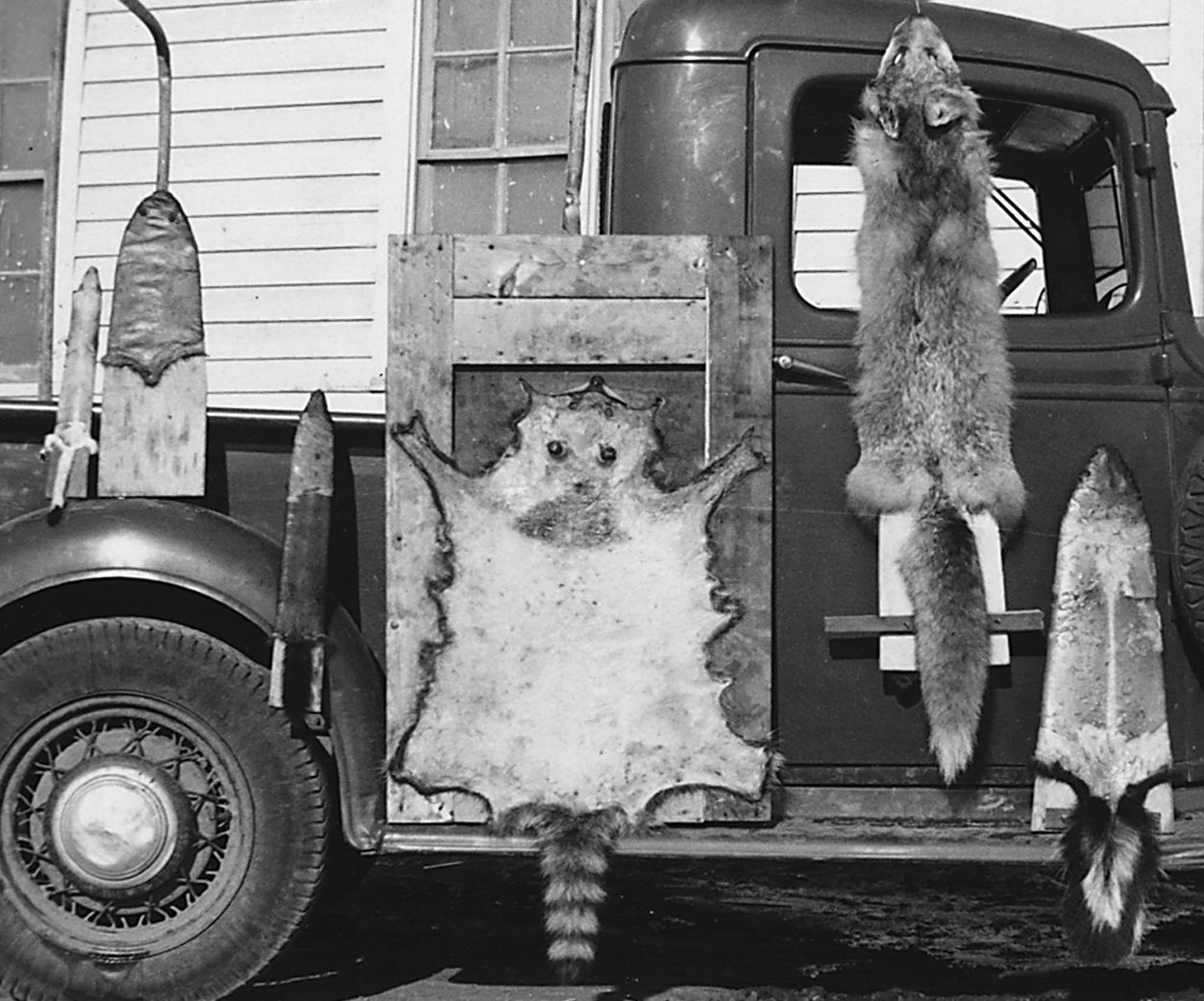
Zum Trocknen aufgespanntes Waschbärfell vor einem Truck, South Dakota (ca. 1938)

- 1855 wurden aus den Ländern der Hudson’s Bay Company 1200 Waschbärfelle (Schuppen) im Wert von insgesamt 180 ₤ nach London ausgeführt; aus Alaska, Oregon, Kanada etc. etc. 482.072 Stück im Wert von 65.240 ₤.[20]
- Im Jahr 1875 waren es 7154 Stück im Wert von 1240 ₤ aus den Ländern der Hudson’s Bay Company. Aus Alaska, Kanada, Oregon und den nordwestlichen Staaten, von Kleinhändlern gekauft und in London verkauft, waren es 341.077 Stück im Wert von 58.650 ₤.[20]

- In den Jahren 1905 bis 1907 betrug die jährliche Durchschnittsproduktion für Waschbärfelle (Schuppen) 600.000 Stück.[20]

- 1911 erzielten in London Felle der Hudson’s Bay Company bei einem Angebot von 197 Fellen (Vorjahr 266 Felle) folgende Preise:

Ist Canada 7,0 ₤, N. W. &c. = 8,9 ₤ - IInd Canada 4,3 ₤, N.W.&c. 6,9 ₤ - IIIrd Canada 2,3 ₤, N. W. &c. 3,6 ₤
- Zu der Zeit lag der Wert eines Fells in Deutschland bei etwa 3 bis 20 Mark, für naturschwarze Felle wurden 20 Mark oder auch mehr bezahlt. Im März 1911 wurde ein Los Waschbären mit 60 englischen Schilling pro Stück verkauft, zumindest bis dahin ein Rekordpreis.[20]

- 1925 berichtete eine Delegation deutscher Fachleute aus den USA:

Bei glatt gearbeiteten Waschbär-Mänteln, bei denen die Felle lediglich übereinander gesetzt werden, schneidet ein guter „cutter“ (Zuschneider) Material für etwa 4-5 Mäntel an einem Tage. [...] Eine Firma, deren Spezialität die ausschließliche Herstellung von Schuppenmänteln ist, die in Amerika auch von männlichen Personen mit der Fellseite nach außen getragen werden, verarbeitet pro Jahr etwa 150.000 Felle. Die Felle kosten im Einkauf ca 7-7 ½ Dollar, Ein Mantel bester Qualität mit einem Längsstreifen [= mit Längsstreifen], unten herum mit einem Querstreifen gearbeitet, kostet im Engros 400 Dollar. Ein ähnlicher Mantel, ausgelassen - Fellmaterial 30-32 Felle - 375 Dollar. Ein Mantel für ein junges Mädchen, nicht ausgelassen, die Felle einfach übereinander gesetzt, etwa 23-24 Felle enthaltend, war mit einem Preis von 235 Dollar ausgezeichnet. Ein Kindermantel (10 jähriges Kind) kostete 175 Dollar. Die Knöpfe waren größtenteils aus Leder; Knöpfe aus Pelmutter oder Phantasieknöpfe finden selten Verwendung. Bei Herrenmänteln finden wir je nach der Qualität Preise von 150-400 Dollar. Ein Vergleich mit den Preisen von vor etwa 12 Jahren, wo ein solcher Mantel 40-45 Dollar kostete, zeigt eine Steigerung der Preise um etwa das zehnfache.
- 1929: „Die vier wichtigsten Pelzarten in den Vereinigten Staaten sind Bisam, Skunks, Waschbären und Opossum.“[39]

- In einem offiziellen Bericht werden für die USA genannt: Für die Saison 1961/62 rund 1.542.000 und für 1966/67 = 1.129.000 Waschbärfelle.[10] Ein Jahr später, 1967/68 waren es 878.234 Wildfänge, hauptsächlich aus Ohio, Iowa und Missouri („Ohio, Iowa, Missouri leaders“).[25]

- 1980 lag der jährliche Anfall bei etwa 4 Millionen Fellen, von denen etwa 100.000 aus Kanada kamen.[1]

- 2012, auf der Februarauktion der North American Fur Auction wurden 68.294 amerikanische Waschbärfelle angeboten. Die Durchschnittserlöse lagen je nach Qualität und Herkommen zwischen $ 3,41 (Section III), nächste $ 13,15 (Eastern Semi Heavy) und $ 22,48 (Western Northern). Das Top-Los erbrachte $ 130 je Fell und ging in das griechische Pelzverarbeitungszentrum Kastoria.[40]

## Anmerkung
1. ↑  Die angegebenen vergleichenden Werte (Koeffizienten) sind das Ergebnis vergleichender Prüfung durch Kürschner und Rauchwarenhändler in Bezug auf den Grad der offenbaren Abnutzung. Die Zahlen sind nicht eindeutig, zu den subjektiven Beobachtungen der Haltbarkeit in der Praxis  kommen in jedem Einzelfall Beeinflussungen durch die Pelzzurichtung und die Pelzveredlung sowie zahlreiche weitere Faktoren hinzu. Eine genauere Angabe könnte nur auf wissenschaftlicher Grundlage ermittelt werden.

Die Einteilung erfolgte in Stufen von jeweils 10 Prozent. Die nach praktischer Erfahrung haltbarsten Fellarten wurden auf 100 Prozent gesetzt.